# Rory Kennedy
Rory Elizabeth Katherine Kennedy (Washington D. C., 12 de diciembre de 1968) es una documentalista estadounidense, hija del senador Robert F. Kennedy y de la activista Ethel Skakel. Kennedy ha realizado películas documentales que se centran en temas sociales como la adicción, la radiación nuclear, el tratamiento de los prisioneros de guerra y la política del muro fronterizo mexicano. Sus películas han sido presentadas en muchas cadenas de televisión. Debutó en 1999 con el documental American Hollow, y hasta la fecha ha trabajado en más de veinte documentales como directora o productora.

## Filmografía

### Como directora
- American Hollow (1999)
- Different Moms (1999)
- Epidemic Africa (1999)
- The Changing Face of Beauty (2000)
- America: Up In Arms (2000)
- All Kinds of Families (2001)
- Healthy Start (2001)
- Pandemic: Facing AIDS (2003)
- A Boy's Life (2004)
- Indian Point: Imagining the Unimaginable (2004)
- Homestead Strike (2006)
- Ghosts of Abu Ghraib (2007)
- Thank You Mr. President: Helen Thomas at the White House (2008)
- The Fence (2010)
- Ethel (2012)
- Last Days in Vietnam (2013)
- Take Every Wave: The Life of Laird Hamilton (2017)
- Above and Beyond: NASA's Journey to Tomorrow (2018)

### Como productora
- The Execution of Wanda Jean (2002)
- Sixteen (2002)
- Hidden Crisis: Women and AIDS (2002)
- Together: Stop Violence Against Women (2003)
- The Nazi Officer's Wife (2003)
- Girlhood (2004)
- Xiara's Song (2004)
- Street Fight (2005)
- Yo Soy Boricua (2006)
- Ghosts of Abu Ghraib (2007)
- Coma (2007)
- The Fence (2010)
- Bobby Fischer Against the World (2011)
- Ethel (2012)

## Premios y distinciones
Premios Óscar
| Año  | Categoría              | Película             | Resultado |
| ---- | ---------------------- | -------------------- | --------- |
| 2015 | Mejor documental largo | Last Days in Vietnam | Nominada  |